# Teresa Gancedo
María Teresa Gancedo (Tejedo del Sil, León, España; 1937) es una pintora española de origen leonés, residente en Barcelona. Es una de las pocas artistas españolas que ha expuesto en el Guggenheim de Nueva York, museo en cuya colección también figura obra suya. Su trabajo, de estilo personal y ecléctico, abarca pintura, dibujo, grabado, cerámica, instalaciones e intervenciones, incorporando elementos cotidianos en composiciones que trascienden lo personal y exploran temas universales de forma poderosa y sencilla.

## Trayectoria
Teresa Gancedo pasó su infancia en Tejedo del Sil, en el valle de Laciana, León. Durante su juventud, se trasladó a Madrid con su familia, donde cursó el bachillerato. En 1960, se mudó a Barcelona y comenzó a estudiar en la Escuela Superior de Bellas Artes de San Jorge. Su primera exposición tuvo lugar en 1972 en la Sala Provincia de la Diputación de León, invitada por el poeta Antonio Gamoneda, quien dirigía la sala en esa época. A partir de entonces, su obra ha sido expuesta en diversas galerías y museos de España y otros países.
En 1980, a los 43 años, Gancedo fue seleccionada por la comisaria Margit Rowell para exponer en el Guggenheim de Nueva York, dentro de la colectiva ‘New Images from Spain’. Compartió cartel con otros artistas españoles como Sergi Aguilar, Darío Villalba, Zush, Carmen Calvo, Guillermo Pérez Villalta, Miquel Navarro, Muntadas y Jordi Teixidor.
Desde 1982, Gancedo trabajó como profesora titular en la Facultad de Bellas Artes de Barcelona, dedicándose a la docencia hasta su jubilación. No obstante, nunca dejó de lado su actividad artística, continuando su labor en la pintura y otros medios.
En 2018, el MUSAC de León le dedicó una gran exposición retrospectiva, comisariada por el director del museo, Manuel Olveira. La muestra, con más de un centenar de obras —algunas creadas especialmente para el museo—, recorrió toda su trayectoria artística desde los años setenta hasta la actualidad, exhibiendo una variedad de piezas que incluyeron pintura, objetos, dibujos, grabados, cerámica, instalaciones y mobiliario intervenido.
En 2021, recibió el Premio de Honor de "La Iberoamericana de Toro". Participó en la edición 2022 de "La Iberoamericana de Toro" con una obra expuesta en la Iglesia Museo de la Concepción de Toro.

## Publicaciones
- Teresa Gancedo. Todo es pintura (2017). Edición de autor. León.
- Teresa Gancedo (2018). Catálogo de su exposición retrospectiva, editado por el MUSAC, León.
- Teresa Gancedo. Universum màgica. Catálogo para su exposición en el Museo de Arte Contemporáneo Florencio de la Fuente, Requena, Valencia, 2019.